# Ben Warren
Benjamin „Ben“ Warren (* 7. Mai 1879 in Newhall, Derbyshire; † 15. Januar 1917 in Mickleover, Derbyshire) war ein englischer Fußballspieler. Der 22-fache Nationalspieler zwischen 1906 und 1911 agierte zumeist auf der rechten Halbposition und war zudem während seiner aktiven Zeit bei den Vereinen Derby County und FC Chelsea einer der profiliertesten Spieler im ersten Jahrzehnt des 20. Jahrhunderts.
Nachdem er in einem Spiel einer Jugendmannschaft entdeckt worden war, begann der in Newhall geborene Warren seine Profilaufbahn bei Derby County; er spielte dort vornehmlich als so genannter „half-back“ im rechten Mittelfeld, wobei er auch als etwas zurückhängender Angriffsspieler im Spielzentrum eingesetzt werden konnte. Im Jahre 1902 trug er acht Tore in sieben FA-Cup-Spielen bei und war so maßgeblich am Halbfinaleinzug seiner Mannschaft beteiligt. In der anschließenden Spielzeit erreichte er mit Derby County sogar das Endspiel, verlor dort aber mit 0:6 gegen den FC Bury. Warren entwickelte sich fortan zu einem der besten Spieler auf der Halbposition und kam 1906 gegen Irland zu seinem ersten Länderspiel für England. Bis 1908 absolvierte er insgesamt 242 Spiele für Derby und schoss in dieser Zeit 19 Tore.
Im Juli 1908 wurde Warren vom FC Chelsea verpflichtet. Er debütierte für seinen neuen Verein gegen Preston North End und war in der Folgezeit dort genauso Stammspieler, wie auch weiterhin in der Nationalmannschaft. Erneut zog er 1911 in ein FA-Cup-Halbfinale ein – er hatte bis dahin in allen Pokalspielen auf dem Spielfeld gestanden – und verlor dort gegen Newcastle United. In seinen 101 Spielen für den FC Chelsea erzielte er fünf Tore, kam zudem für England auf insgesamt 22 Einsätze, wo ihm insgesamt zwei Treffer gelangen, bevor eine Verletzung seiner Karriere ein abruptes Ende bereitete.
Bei einem 4:1-Sieg des FC Chelsea gegen Clapton Orient erlitt Warren eine schwere Knieverletzung. Die anschließende lange Phase des Gesundungsprozesses wirkte sich zudem negativ auf seine psychische Konstitution aus. In einer Zeit, wo Fußballspieler noch äußerst dürftig bezahlt wurden, befand sich Warren plötzlich in einer Lage, in der er seine noch junge Familie nicht mehr ausreichend unterstützen konnte. Er erlitt einen schweren Nervenzusammenbruch, wurde zudem von Halluzinationen heimgesucht und glaubte, vergiftet worden zu sein. Im Jahre 1912 wurde Warren in die psychiatrische Klinik in Mickleover (Derbyshire) eingeliefert, wo sich sein Zustand jedoch weiter stetig verschlechterte und er letztlich aufgrund erhöhter Selbstmordgefahr unter verstärkter Kontrolle stand. Er verstarb schließlich im Jahre 1917 an Tuberkulose in dieser Klinik.